# 拜萨
拜萨（西班牙語：Baeza，西班牙語發音：[baˈeθa]；又译巴埃萨）是西班牙安达卢西亚自治区哈恩省的一个市镇。总面积193平方公里，2017年总人口15091人。
2003年，由于该镇与邻近的乌韦达镇拥有保存良好的文艺复兴运动时期历史建筑，它们共同被联合国教科文组织列为世界文化遗产。

## 位置
| 西北: 伊夫罗斯             | 北: 伊夫罗斯 和 鲁斯             | 东北: 乌韦达 |
| 西: 贝希哈尔               |                                  | 东: 乌韦达   |
| 西南: 曼查雷亚尔 和 希梅纳 | 南: 希梅纳 和 贝德马里加尔希耶斯 | 东南: 霍达尔 |

## 人口
拜萨1900年-2015年历史人口变化

## 交通
拜萨位于首都马德里南部，如果通过高速公路驾车，则有327公里的里程。利纳雷斯–拜萨國家鐵路站位于该镇西南部15公里处。同时这里有长途巴士连接格拉纳达、马拉加和马德里。拜萨附近有两个国际机场：格拉纳达机场（132 km或82 mi）和马拉加-太阳海岸机场（241 km或150 mi）。

## 著名人物
- 安東尼奧·馬查多（1875年－1939年）：西班牙诗人及98世代的代表人物之一，拜萨是他长时间生活的地方。[3]

## 友好城市
- 法國 卡尔卡松[4]

## 图集

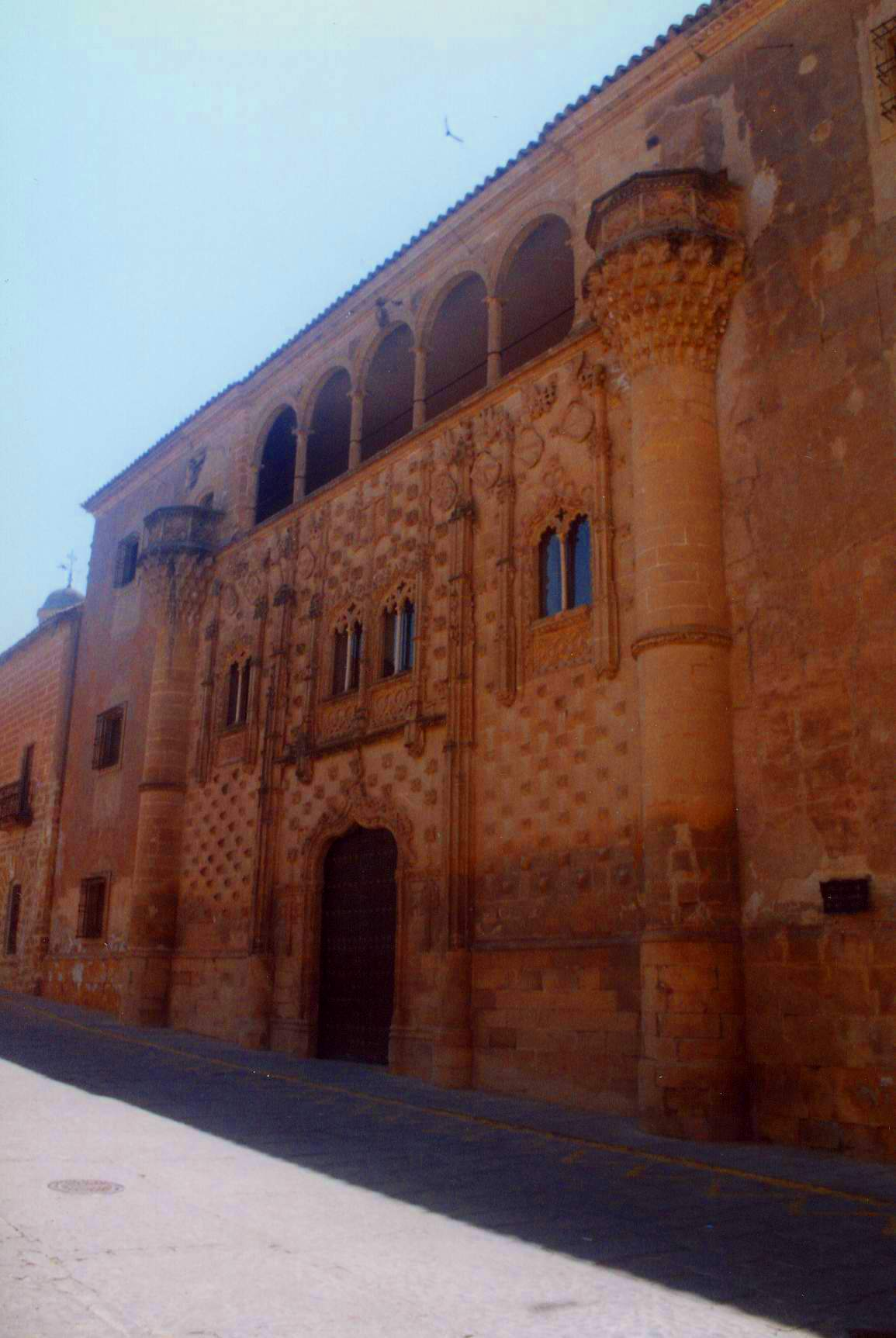
哈瓦尔金托宫殿
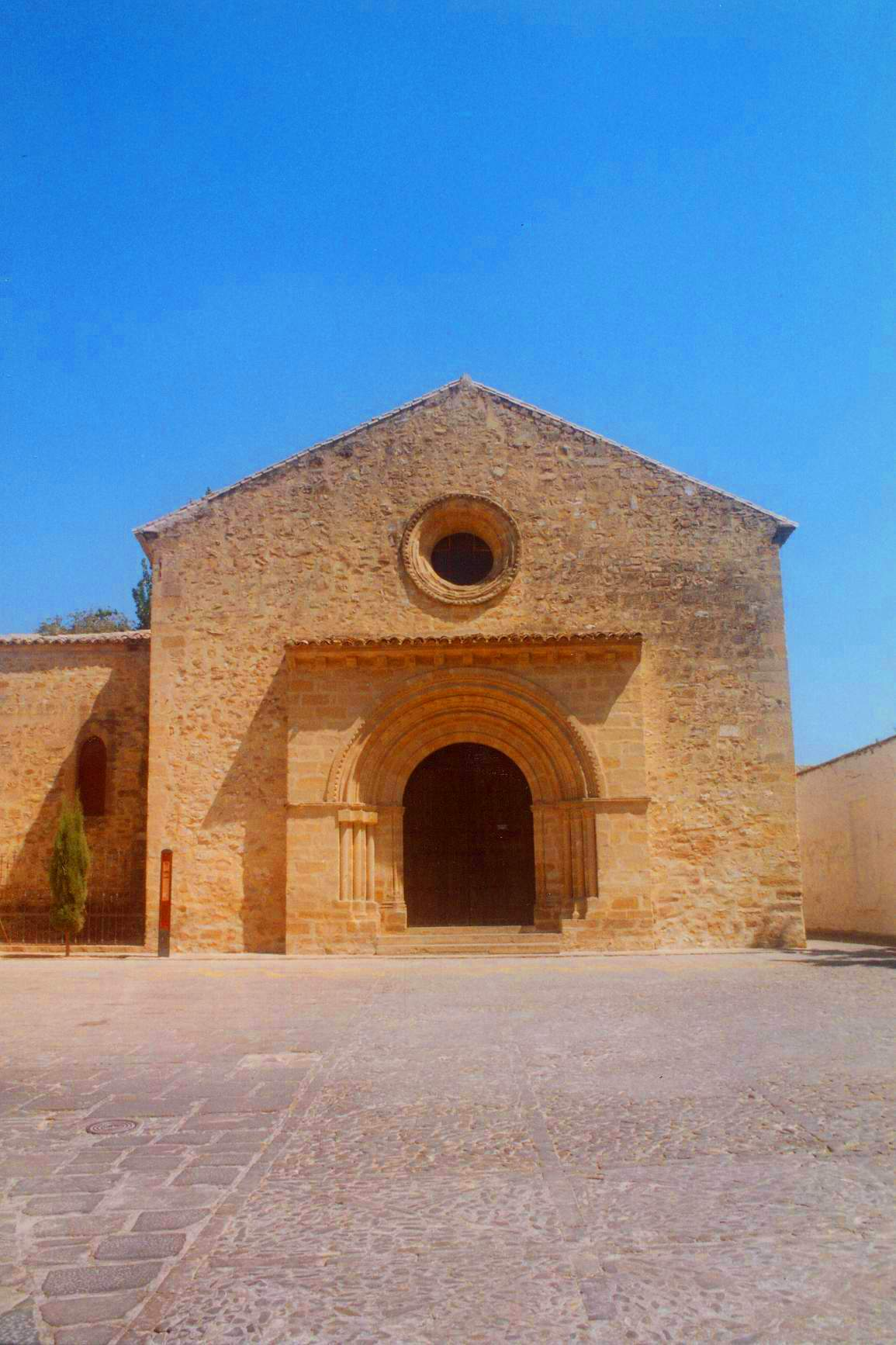
圣十字教堂
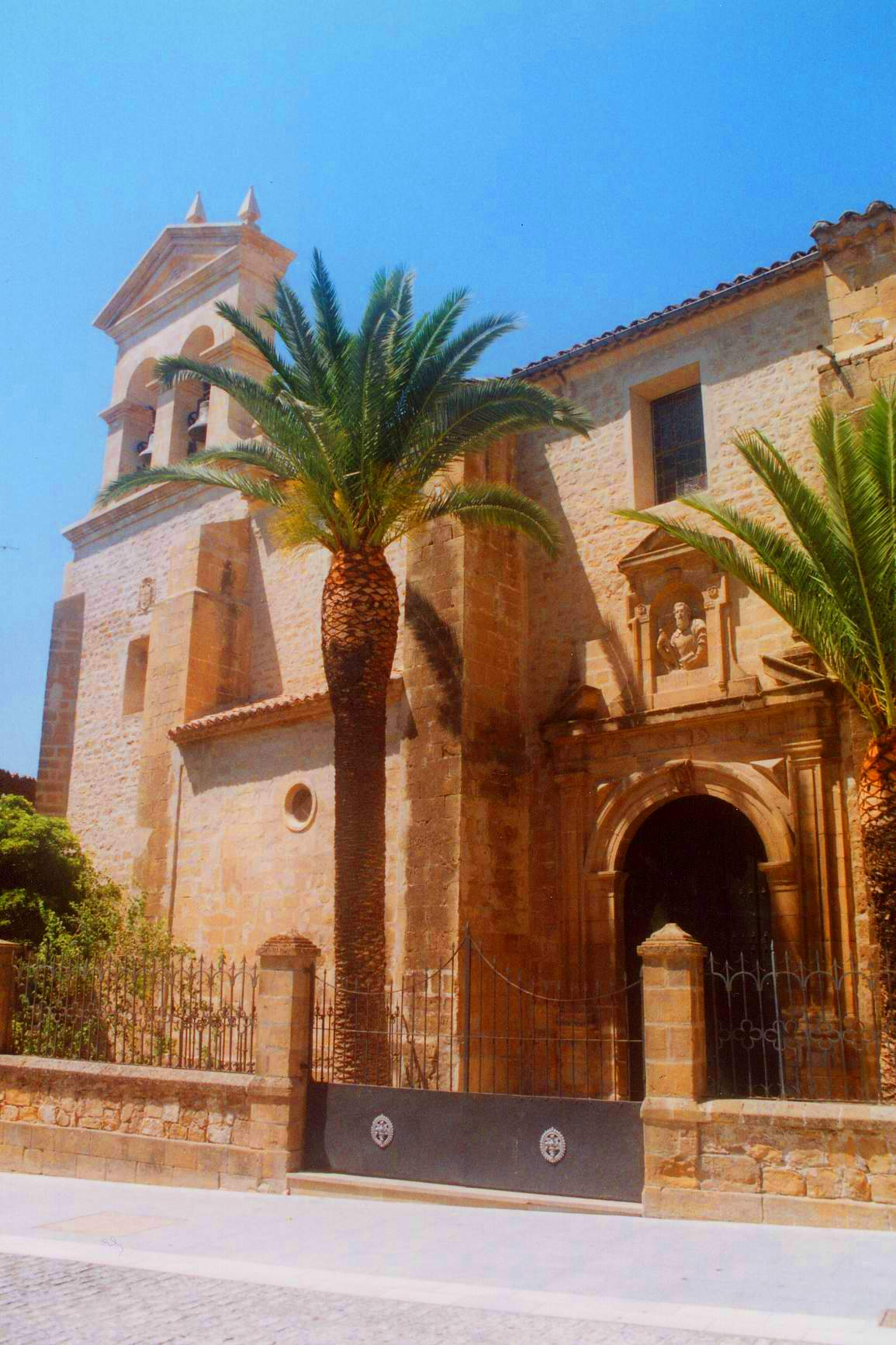
圣保罗教堂
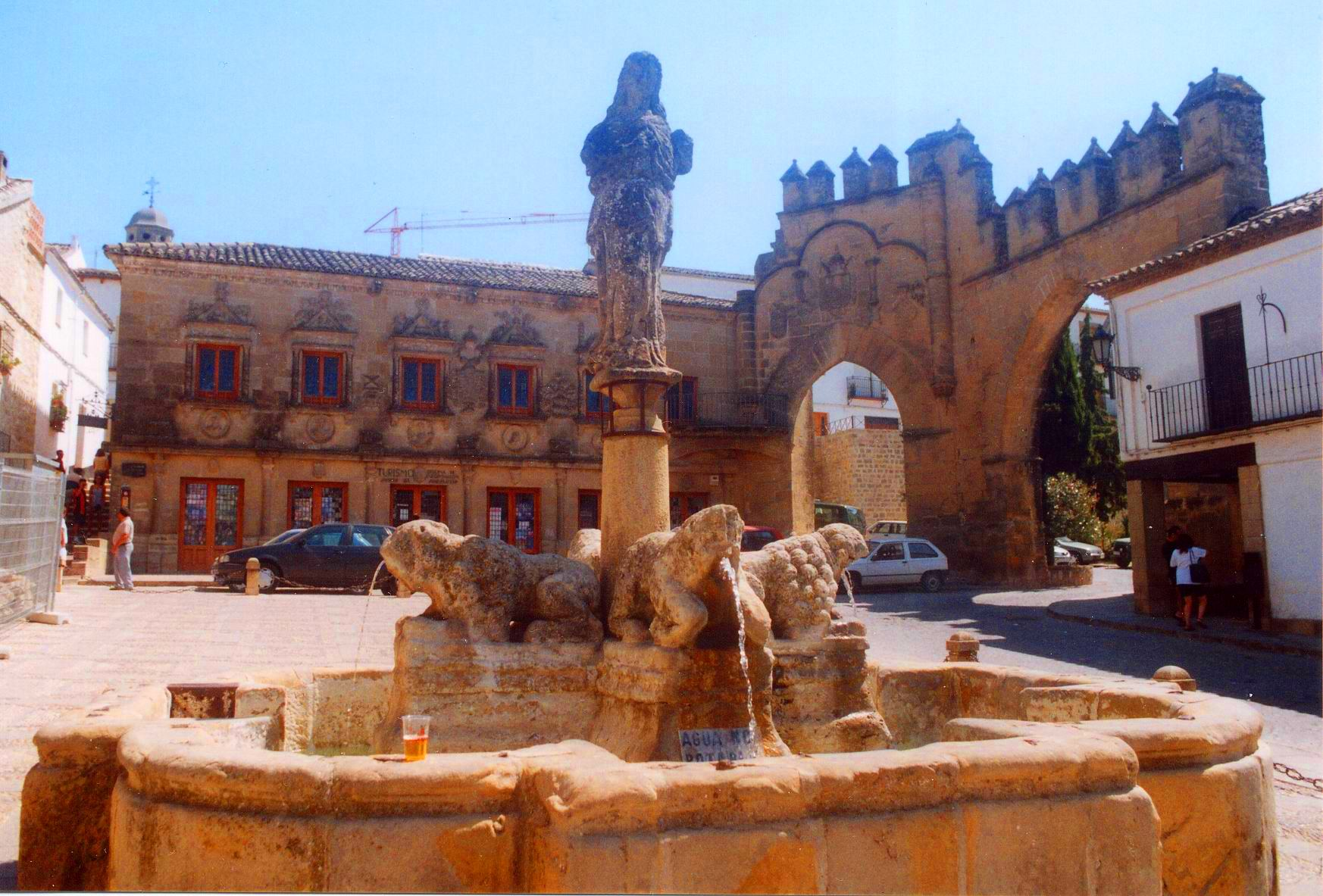
莱昂内斯喷泉
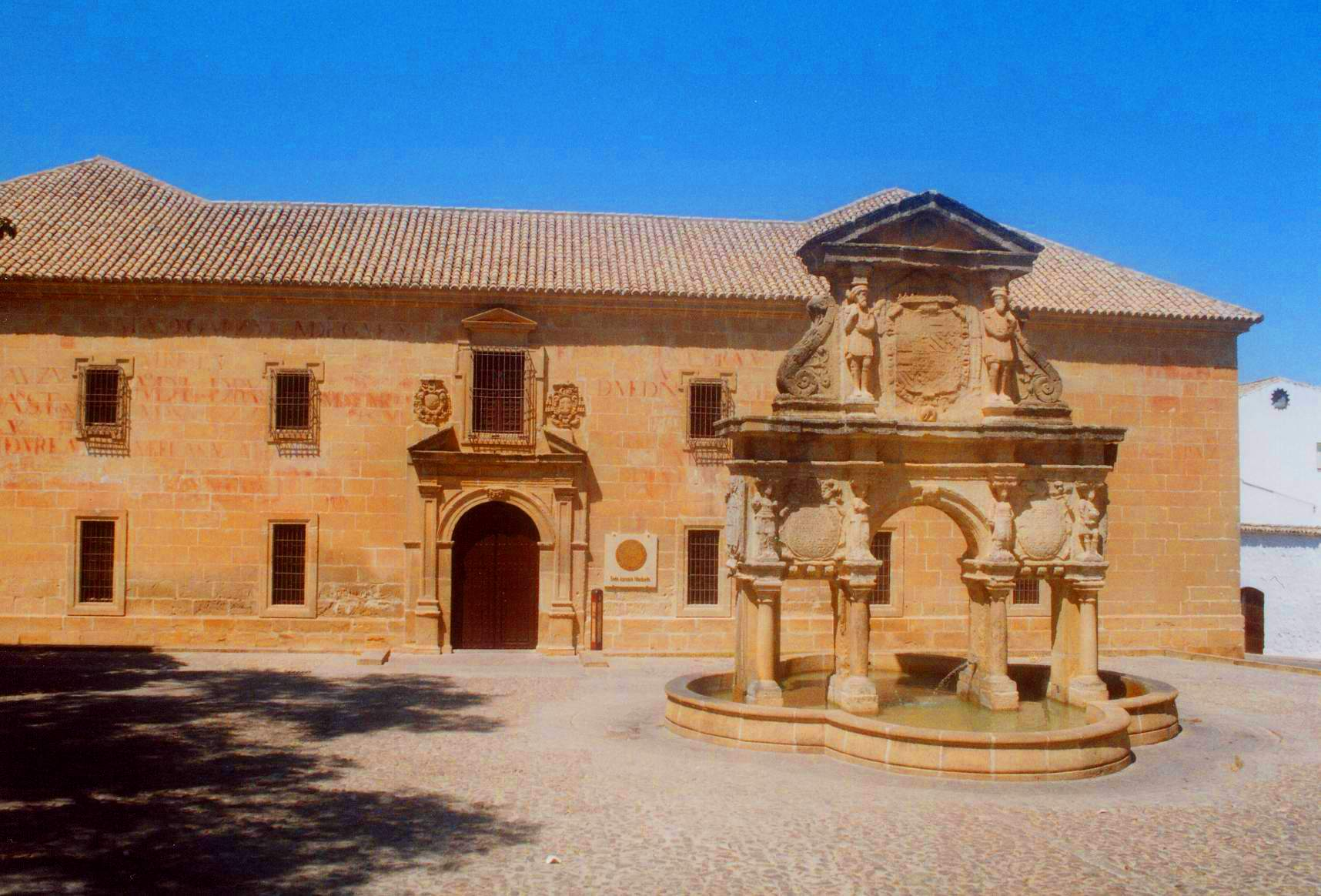
圣玛丽亚喷泉

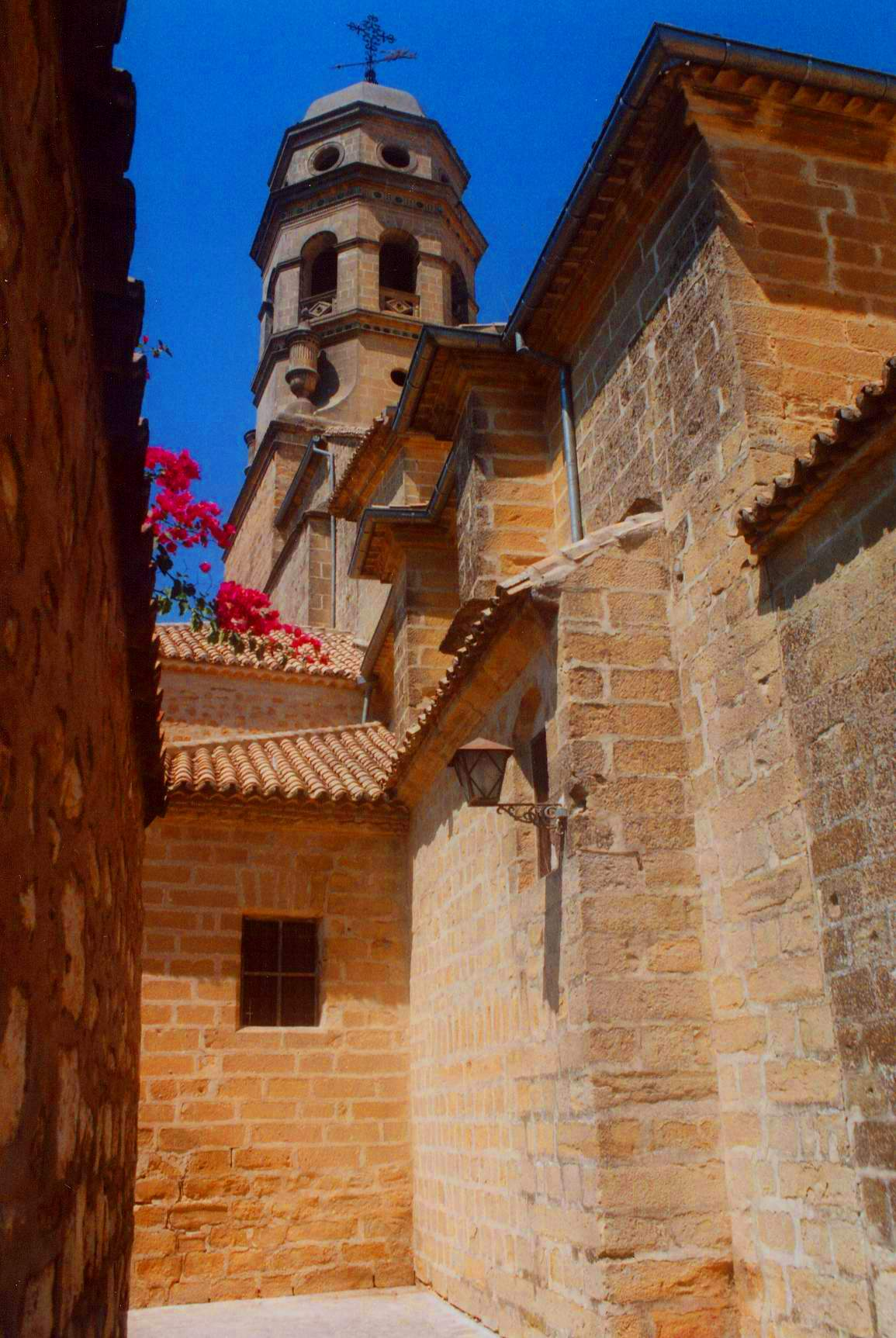
主教堂
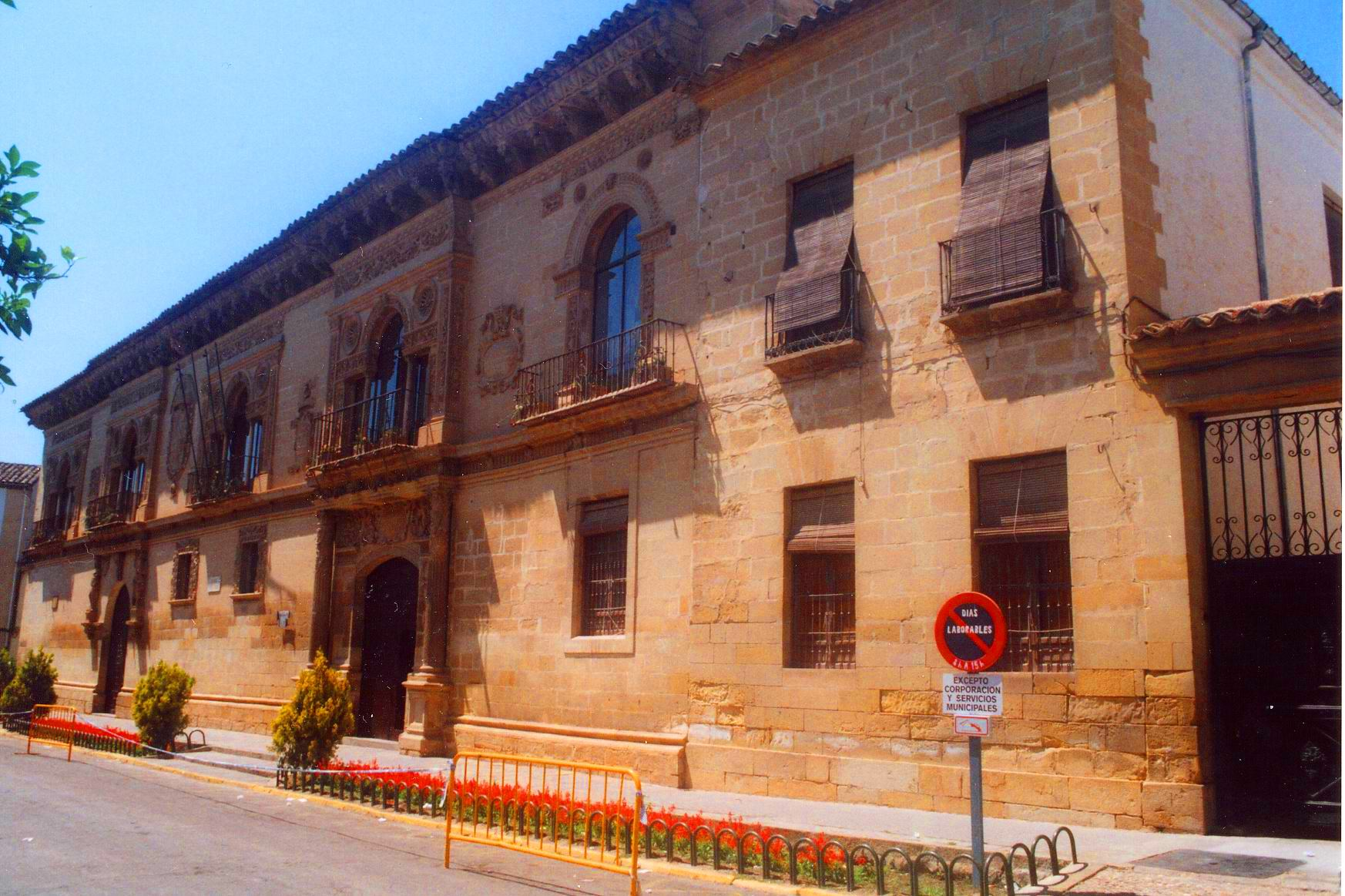
市政厅
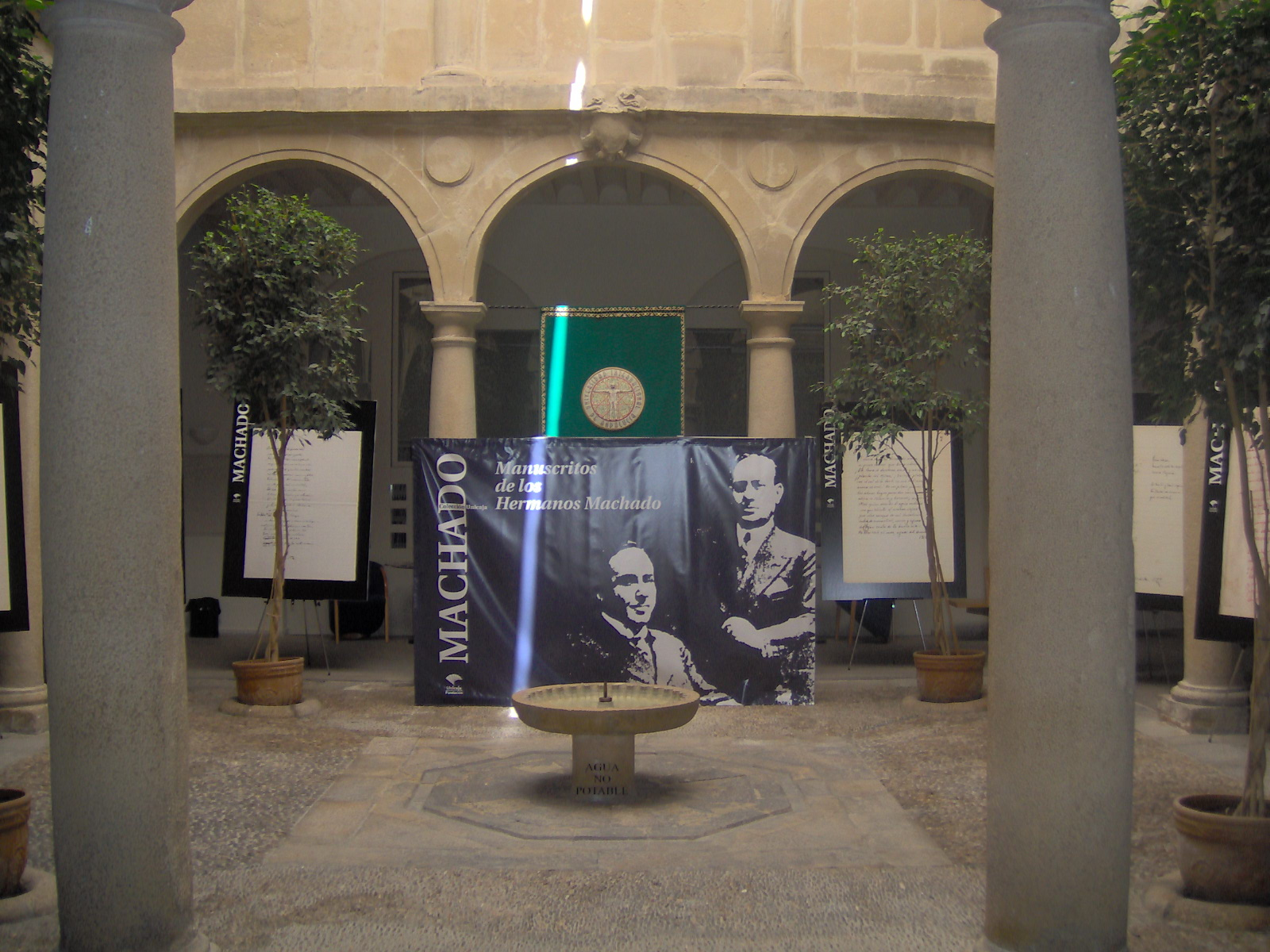
神学院的回廊
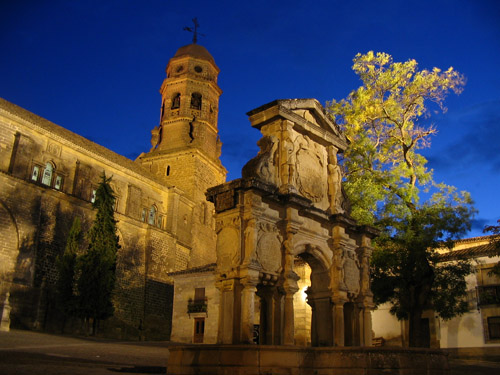
拜萨教堂